# テングダイ
テングダイ（学名：Evistias acutirostris）は、カワビシャ科に分類される海水魚の一種。テングダイ属は本種のみから成る単型。ハワイ諸島西方からアジア、オーストラリア沿岸にかけての太平洋に分布する。深場の岩礁に生息する。突き出た吻と黒い縞模様、黄色い鰭が特徴であり、全長は90cmに達する。

## 分類と名称
テングダイ属は本種のみから成る単型であり、1844年にコンラート・ヤコブ・テミンクとヘルマン・シュレーゲルによって Histiopterus acutirostris として記載され、タイプ産地は長崎県の大村とされた。デイビッド・スター・ジョーダンは1907年に本種を単系のテングダイ属 Evistias に分類した。
属名は「十分な帆」を意味し、大きな背鰭を表している。種小名は「鋭い鼻」を意味し、細長い吻部を表している。whiskered boarfish、Japanese boarfish、sailfin armourhead、whiskered armorheadなどの英名がある。

## 分布
太平洋に分布し、ハワイ、日本、ニュージーランド、ケルマデック諸島、ロード・ハウ島、ノーフォーク島、オーストラリア東海岸から記録されている。イースター島からの記録もある。日本では北海道から新潟県にかけての日本海岸、北海道から九州までの太平洋岸、八丈島、小笠原諸島で見られる。

## 形態
体高は高く、頭部の輪郭は急で、背鰭軟条部の下は丸みを帯びている。成魚では頑丈な細長い吻を持ち、唇と顎には密集したヒゲがあり、顎のヒゲは非常に長く、時には枝分かれしている。背鰭は高く三角形で、4-5本の頑丈な棘条と26-28本の軟条があり、後方に向かって突出する。棘条は後方に向かうにつれて長くなるが、前方の軟条は後方の棘条よりも長い。臀鰭には3-4本の棘条と、11-14本の軟条がある。体には6本の幅広い暗色の縞があり、背鰭、臀鰭、尾鰭は黄色である。全長は最大で90cmに達する。

## 生態
サンゴ礁や岩礁に生息し、しばしばつがいや小さな群れで現れる。サンゴ礁の深場を好み、水深10-180mの岩礁付近や砂地でよく見られる。肉食性であり、ハワイ沖ではクモヒトデを捕食した記録がある。夜間に摂食を行う。

## 人との関わり
大きな群れを作らないため、漁獲量自体は少ない。しかし美味とされており、比較的高値で取引される。